# Gary Jennings Jr.
Gary Jennings Jr. (Stafford, 7 marzo 1997) è un giocatore di football americano statunitense che milita nel ruolo di wide receiver per i St. Louis Battlehawks della X Football League (XFL).

## Carriera

### Seattle Seahawks
Jennings fu scelto nel corso del quarto giro (120º assoluto) del Draft NFL 2019 dai Seattle Seahawks. Fu svincolato il 5 novembre 2019 senza avere disputato nemmeno un incontro.

### Miami Dolphins
Il 6 novembre 2019, Jennings firmò con i Miami Dolphins. Con essi debuttò come professionista subentrando nella settimana 11 contro i Buffalo Bills. Il 20 novembre 2019 fu inserito in lista infortunati.